# Ludwig von Mannsbach

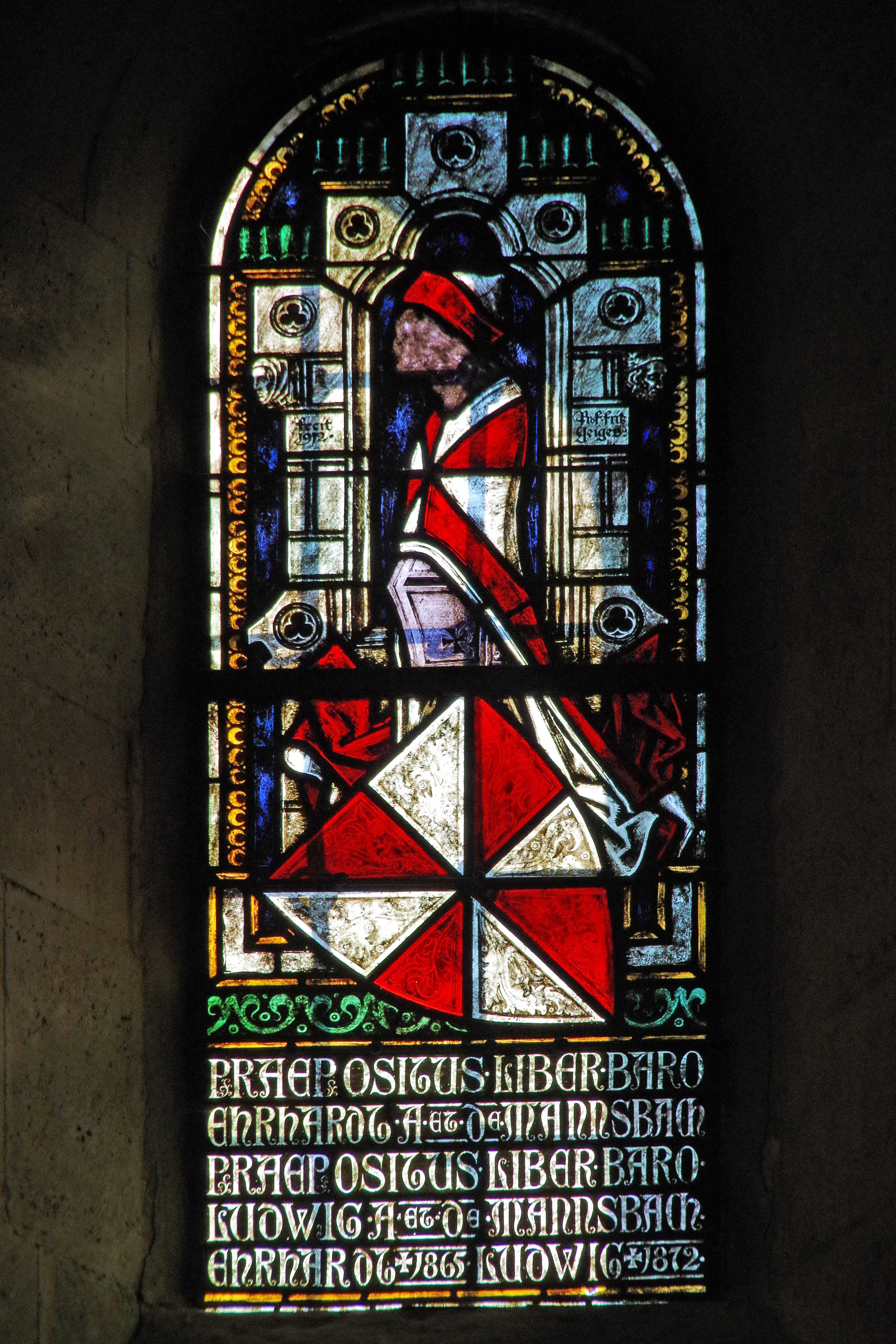
Naumburger Dom, Fenster von Erhardt Friedrich und Ludwig von Mannsbach, Dompropste

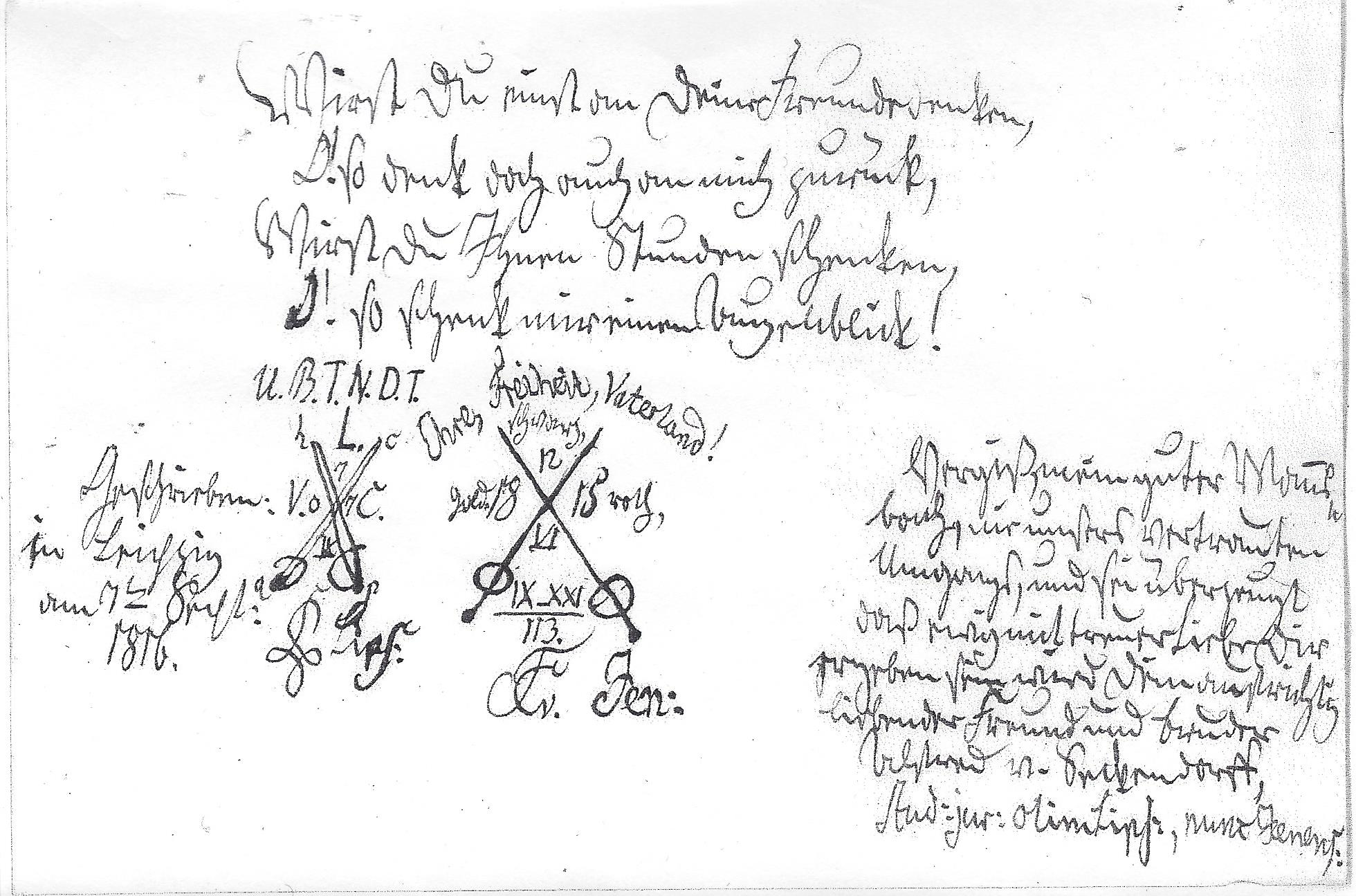
Stammbuch v. Mannsbach Stammbuchblatt mit v. Seckendorffs – einzigartigem Nebeneinander der Zirkel von Corps und Urburschenschaft

Ludwig Freiherr von und zu Mannsbach (* 25. August 1794 in Teichwolframsdorf; † 24. März 1872 in Naumburg (Saale)) war ein deutscher Verwaltungsjurist im Fürstentum Reuß älterer Linie.

## Leben
Mannsbachs Vater Ehrhard Friedrich von und zu Mannsbach war Kreishauptmann im Kurfürstentum Sachsen, das 1806 im Frieden von Posen zum Königreich Sachsen erhoben wurde. Ludwig immatrikulierte sich an der Universität Leipzig für Rechtswissenschaft. Mit Heinrich Linstedt und Eduard von Rabenau wurde er 1814 im Corps Lusatia Leipzig recipiert. Sein Stammbuch enthält Eintragungen von Linstedt, Georg Gottlieb Pusch, Gustav Adolf von Tzschoppe, Bernhard von Patow, Eduard von Broizem und Alfred von Seckendorff. Nach dem Stammbuch war Mannsbach wahrscheinlich bis zum 29. Mai 1818 Student in Leipzig. Im Fürstentum Reuß älterer Linie wurde Mannsbach Regierungs- und Konsistorialpräsident (1841–1848), Kanzler und Dompropst des Hochstifts Naumburg. Er war seit 1842 wie sein älterer Bruder Ehrhardt Ehrenritter des Johanniterordens. 
Die 1821 geschlossene Ehe mit Charlotte Luise von Grün (vermutlich eine Tochter des Regierungs- und Konsistorialpräsidenten Franz Christian Ferdinand von Grün) wurde 1825 geschieden. 1832 heiratete von Mannsbach in zweiter Ehe Pauline von Henning auf Schönhof (* 2. März 1804; † 2. Februar 1871). Aus der Ehe ging eine Tochter hervor:
- Marie (Maria) Wilhelmine Kasparine (* 24. September 1833 in Greiz; † 28. Februar 1900 in Konstanz) ⚭ 1854 in Naumburg Hugo von Leipziger (* 16. Juni 1822; † 14. Oktober 1896)[4]